# Пінська шляхта
«Пінська шляхта» (біл. Пінская шляхта) — п'єса (фарс-водевіль в одну дію), яка традиційно приписується класику білоруської літератури, майстру комічного жанру Вікентію Дуніну-Марцинкевичу. 
Написана 1866 року. Перша публікація відбулася 1918 року, у журналі «Вільна Білорусь» (№ 30-31) в перекладі Йосипа Льосика.

## Історичний контекст
Дія відбувається за часів жорсткої реакції влади, що настала на землях колишньої Речі Посполитої після придушення повстання 1863—1864 років, основною рушійною силою якого була шляхта. Окремі керівники та учасники повстання були страчені, розстріляні, десятки тисяч потрапили до в'язниць, на каторгу. Навіть за співчуття повстанцям, співи гімнів або читання повстанських прокламацій посилали до Сибіру, як це сталося з дочкою Вікентія Дуніна-Марцинкевича, Каміллою.
Різко збільшилася кількість царських чиновників. Їх треба було утримувати переважно за рахунок селянської праці. Чиновники стали займатися поборами, не боялися брати хабарі. Репресії торкнулися і західного Полісся, де відбувається дія п'єси. Гротескно, автор показує й не так «темноту» пінської шляхти, скільки її заляканість.

## Сюжет
«Пінська шляхта» — це бешкетна, смішна і водночас пізнавальна історія на тему життя місцевого дворянства. У ній розповідається про пихатих дрібних шляхтичів, які за своїм матеріальним становищем і способом життя ненабагато відрізняються від селян. Але, незважаючи на це, вони вважають найбільшою образою, якщо їх хтось називає «мужиками». І при цьому вони панічно бояться начальства тих, хто має над ними владу.
Два збіднілі, але горді пінські шляхтичі, Тихон Протосовицький та Іван Тюхай-Ліпський, «п'яні завелися і побилися з собою через шляхетство», бо другий назвав першого «мужиком». Сварка батьків загрожує шлюбу закоханих дітей — дочки Протасовицької Марії та сина Тюхай-Липського Гришки. Куторга, шістдесятирічний «кавалер», хоче одружитися з 17-річною Марією, а за це готовий «криво» свідчити на користь Тихона Протасовицького. На розгляд справи приїжджає становий пристав Крючков, і все закінчується благополучно: шляхтичі миряться, а дітей благословляють на шлюб. Проте Крючков та його писар Пісулькін обирають населення, а насамкінець сварять двох інших шляхтичів, щоб знову приїхати на суд та отримати хабар.
У п'єсі В. Дунін-Марцинкевич висміює царський суд, бюрократизм і хабарництво чиновників, які самі порушують усі можливі закони та виносять абсурдні вироки.
Становий пристав Крючков, якого поліщуки називають «Світлійша Корона» (це звернення офіційно застосовувався лише щодо монарха), пише і відразу читає і постанови, і рішення суду, звертаючись і до царських указів, і до законів Статуту Великого князівства Литовського.

## Персонажі
- Крючков — становий пристав.
- Пісулькін — його писар.
- Пінська навколишня знати.
- Тихін Протосовицький.
- Куліна — його дружина.
- Марися — їхня дочка.
- Іван Тюхай-Ліпський.
- Гришка — його син.
- Тимофій Ольпенський.
- Базиль Статкевич.
- Харитон Куторг.
- Десять інших.
- Десятник.

## Публікація
Хоча п'єса «Пінська шляхта» Дуніна-Марцинкевича була написана ще в 1866 році, за життя автора вона не друкувалася. Навіть, коли наприкінці XIX століття М. Довнар-Запольський захотів помістити її у своєму «календарі Північно-Західного краю» у 1890 році, від царського цензора він отримав наступний висновок: «На мою думку, подібний твір, у якому в непривабливому У світлі виставляється особистість посадової особи, станового пристава, який до цього скрізь називається «найсвітлішою короною», навряд чи зручно поміщати в якомусь виданні, а особливо в такому, як календар, який призначається для поширення в середньомісячне населення».
Вперше твір було опубліковано лише 1918 року у журналі «Вільна Білорусь» (№ 30-31). Друге видання «Пінської шляхти» було опубліковано у 1923 році.
У Білоруському державному архіві-музеї літератури та мистецтва зберігається видання п'єси, випущене Польщі (Білосток, 1958).